# Сисак
Си́сак (хорв. Sisak, нем. Sissek, венг. Sziszek, итал. Siscia) — город в центральной части Хорватии, расположен в месте слияния рек Купа, Сава и Одра, в 57 км к юго-востоку от столицы Хорватии Загреба, и обычно считается местом, где начинается Посавина (бассейн реки Сава). Общая численность населения города в 2021 году составляла 40 185 человек.
Сисак — административный центр жупании Сисак-Мославина, а также крупнейший речной порт Хорватии и центр речного судоходства (Дунавский ллойд), начиная от него Сава становится судоходной, и корабли по ней достигают Дуная. Город расположен на государственной дороге D36 и железной дороге Загреб-Сисак-Новска. Связан регулярным автобусным и железнодорожным сообщением с крупнейшими городами Хорватии. Сисак является региональным экономическим, культурным и историческим центром. В городе расположены предприятия металлургии, легкой, пищевой и химической промышленности, судостроения. В Сисаке расположен крупнейший в Хорватии нефтеперерабатывающий завод.
Сисак — город-курорт с большим количеством минеральных источников с температурой от 42 до 54 °C. Недалеко от города вдоль левого берега реки Сава располагается природный парк Лоньско поле (Lonjsko polje).

## Этимология
До вторжения Римской империи город был кельтским и назывался Сегестика или Сегеста. Во времена Римской империи город носил название Сисция. Греческие писатели называли город на свой лад др.-греч. Σισκία- или Сиския, др.-греч. Σεγέστα или Сегестика, а также др.-греч. Σεγεστική или Сегестике.
На немецком языке город известен как Сиссек, на венгерском как Шишек, а на хорватском и словенском как Сисек.

## История

### Древность

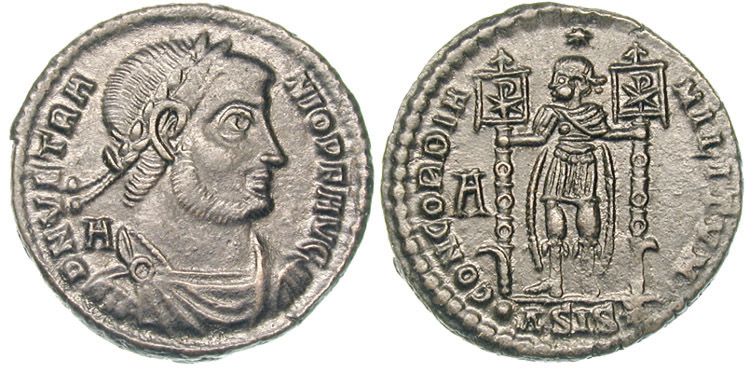
Монета Ветранио была отчеканена на монетном дворе Сисции в 350 году.

История города насчитывает около 2500 лет. Римские писатели описывают Сисцию как большой город на юге Верхней Паннонии, на южном берегу Савы, на острове, образованном этой рекой и двумя другими, Колаписом и Одрой, а также каналом, прорытым по приказу Тиберия, который завершал остров. Это было на большой дороге из Эмоны в Сирмий. Согласно Плинию Старшему, название Сегестика относилось только к острову, а город назывался Сисция; в то время как Страбон пишет, что Сисция была крепостью по соседству с Сегестикой; но если это было так, то следует предположить, что впоследствии форт и город объединились в одно место. Сисция с самого начала была сильно укреплённым городом, а после его захвата Тиберием в царствование Октавиана она стала одним из самых важных мест Паннонии, поскольку, находясь на двух судоходных реках, она не только вела значительную торговлю, но и стала центральным пунктом Паннонии. Отсюда Август и Тиберий осуществляли свои замыслы против паннонцев и иллирийцев. Тиберий много сделал для расширения и украшения города, который уже в то время, по-видимому, был превращён в колонию, поскольку Плиний Старший упоминает его как таковой: во времена Септимия Севера в него прибыли новые колонисты, в записях он называется как Colonia Septimia Siscia. В городе находился императорский монетный двор, который выпускал монеты при ряде императоров в период с 262 по 383 год нашей эры.
В римский период, располагаясь на стратегическом месте слияния трёх рек, город быстро развился и достиг статуса столицы провинции Паннония — Савия. Епископ Сисции св. Квириний был замучен римлянами в 309 году во время гонений на христиан, сейчас он почитается покровителем города.

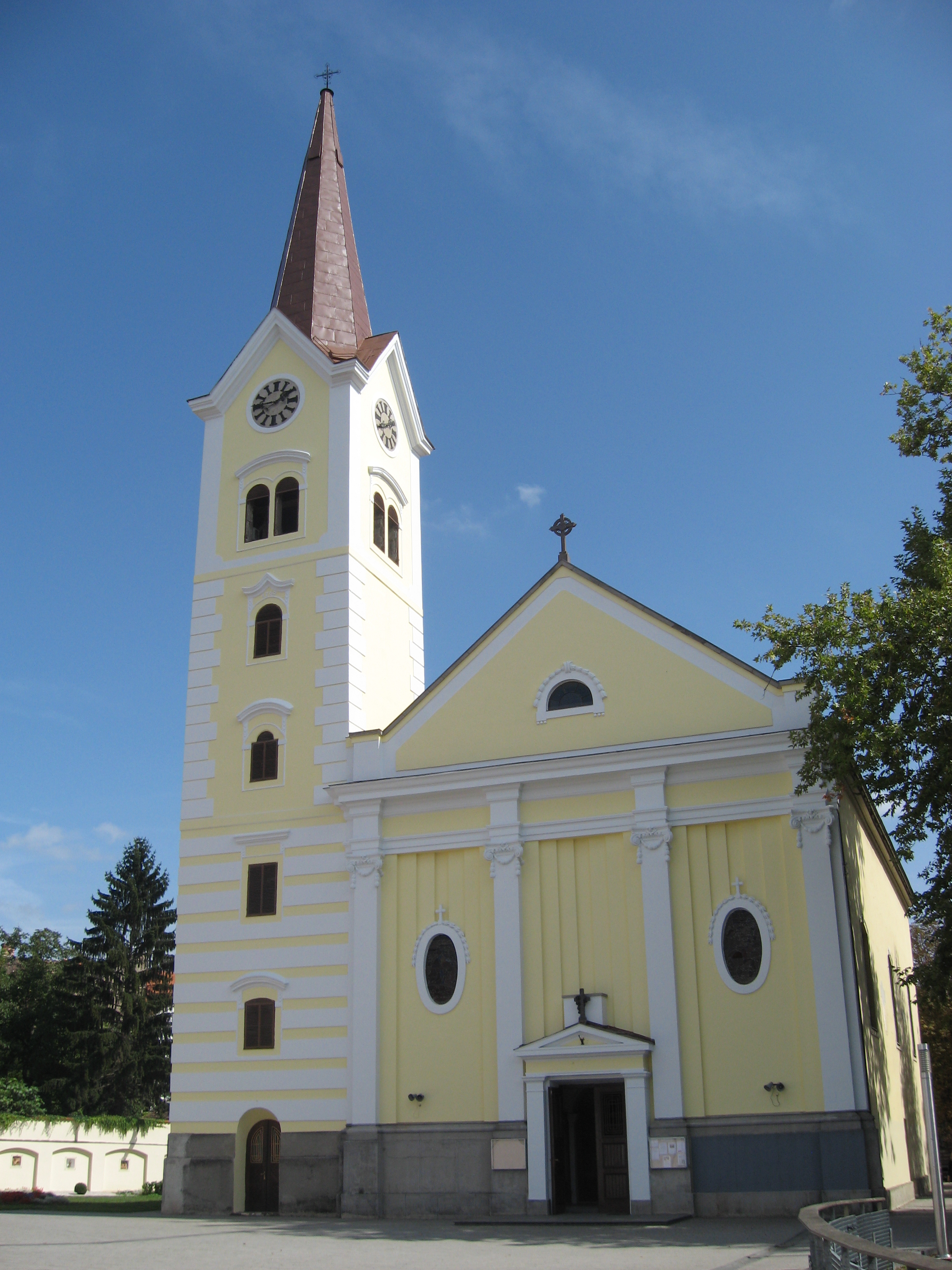
Собор св. Креста

После падения Империи город многократно разорялся гуннами, аварами и славянами. В IX веке славяне закрепились на территории вдоль Савы и ассимилировали неславянское население. С этого периода город принадлежит местным князьям, а затем — венгерско-хорватскому королевству.
В XVI веке город пережил турецкое нашествие, для защиты от турок были построены мощные укрепления. Сисак вошёл в историю, когда в 1593 году в битве при Сисаке войско Священной Римской империи разбило турецкую армию, что стало первой значительной победой над турками в период завоевания ими Балкан. Это привело к попаданию посавинского региона под контроль Габсбургов.
После Первой мировой войны вместе со всей Хорватией Сисак стал частью Королевства сербов, хорватов и словенцев, позднее Королевства Югославия.
Во время Второй мировой войны в окрестностях города активно действовали антифашистские партизанские отряды, в то же время в самом городе усташами был оборудован концлагерь, являвшийся частью Ясеновацкого лагеря, где усташи уничтожали сербов, цыган и евреев.

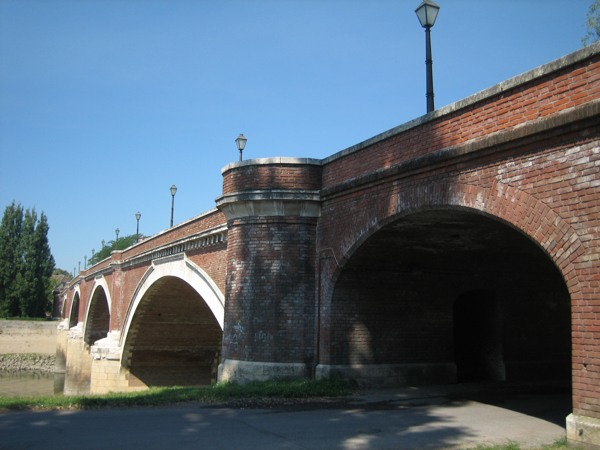
Старый мост

После распада Югославии в 1991 году город стал частью независимой Хорватии. В начавшейся за этим войне Сисак пострадал от сербских обстрелов, после прекращения боевых действий повреждённые и разрушенные здания были восстановлены. В 1991—1992 годах в городе происходили массовые убийства, в ходе которых было убито множество сербов и несколько хорватов и боснийских мусульман.

## Известные уроженцы, жители
Абрамович, Владимир (род. 1931) — хорватский детский хирург.

## Достопримечательности
- Сисакская крепость XVI века в междуречье Купы и Савы.
- Дворцы Мали Каптол (Mali Kaptol) в стиле барокко, Велики Каптол (Veliki Kaptol) в стиле классицизм.
- Старый мост над Купой.
- Кафедральный собор св. Креста.
- Руины римского города Сисция.

## Города-побратимы

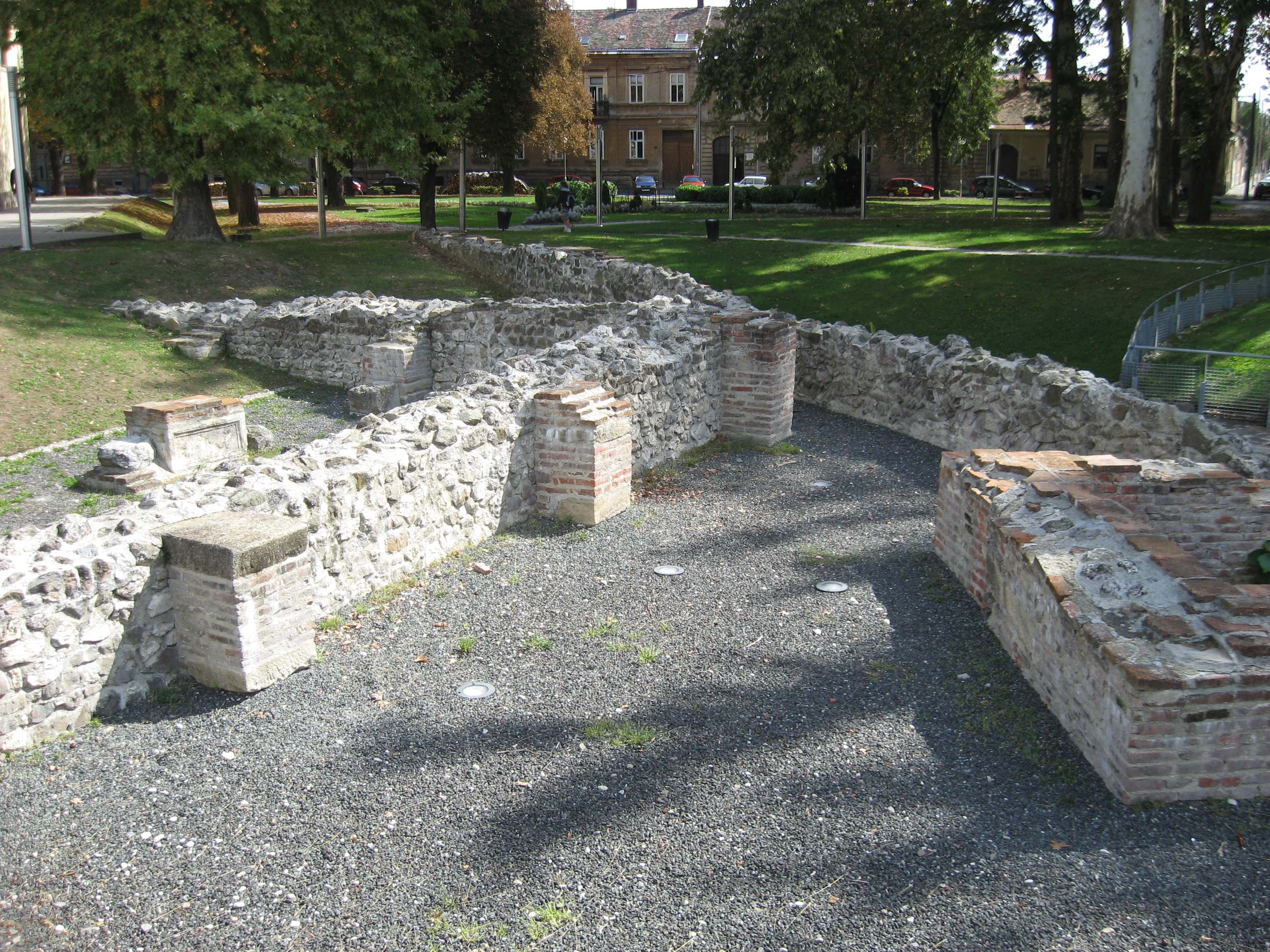
Руины римского города

- Болгария, Габрово[10]